# Громадянська війна в Ірландії
Громадянська війна в Ірландії 1922—1923 рр. (ірл. Cogadh Cathartha na hÉireann) — збройна боротьба в Ірландії між супротивниками та прихильниками збереження країною статусу британського домініону. Завершилася перемогою прихильників англо-ірландського договору, яких підтримувала Велика Британія.

## Англо-ірландський договір 1921
Перша світова війна і подальша економічна криза підірвала могутність Великої Британії як світового лідера, чим не забарилися скористатися й ірландські націоналісти, історія боротьби яких проти ненависного їм британського правління налічувала вісім століть. Першою «спробою сил» стало Великоднє повстання, нещадно придушене урядовими військами. Після розстрілу лідерів повстання опір на деякий час притих, але вже через три роки почалася війна за незалежність Ірландії, яка тривала аж до 1921. Тоді британському уряду стало зрозуміло, що утримати Ірландію повністю коштуватиме великих жертв і колосальних витрат. Було прийнято рішення запросити лідерів ірландського парламенту, сформованого в 1919 партією Шин Фейн, до Лондона для переговорів. Керівники ІРА схвально прийняли цю пропозицію, попри те, що світова громадська думка все більше схилялася на їхню користь, зброї та боєприпасів у партизанів залишалося все менше й менше. Ірландську сторону очолювали міністр закордонних справ Артур Ґріффіт і міністр фінансів Майкл Колінз, британську ж — прем'єр-міністр країни Ллойд Джордж і міністр колоній Вінстон Черчиль.

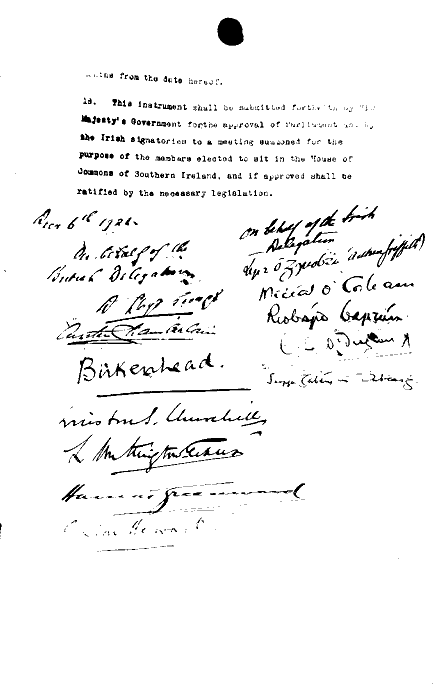
Підписи представників сторін під угодою

У підсумку після переговорів, 6 грудня 1921 було підписано англо-ірландську угоду, згідно з якою з 26 графств острова утворювалась Ірландська Вільна держава, яка наділялася правами домініону, аналогічними з тим, що мали Канада, Австралія, Нова Зеландія і ПАС. Головою держави вважався король Великої Британії, який призначав генерал-губернатора. Саме йому депутати парламенту Вільної Держави давали клятву вірности. Окрім того, згідно з угодою, з числа дев'яти ґрафств провінції Ольстер, шість (Антрим, Арма, Давн, Фермана, Лондондері і Тирон) повинні були залишитися в складі Великої Британії. Також британський флот отримував право використовувати ряд стратеґічних портів на території Вільної держави як військово-морських баз.
Підписання договору викликало затяжні дебати в ірландському парламенті. Практично відразу утворилися дві фракції — прихильників і противників договору. Першу очолили ті, хто його і підписував — Майкл Колінз і Артур Ґріффіт. На чолі другої встали президент Дойла (парламенту) Еймон де Валера і міністр оборони Кахал Бру. Дебати з питання про ратифікацію договору почалися 14 грудня і тривали аж до 6 січня. За день до голосування де Валера визнав, що питання про ратифікацію викликало глибокий розкол, як серед депутатів Дойла, так і серед міністрів тимчасового уряду. У підсумку 7 січня угода була офіційно ратифікована 64 голосами проти 57.

## Бойові дії
Після перших збройних акцій ІРА урядові війська розгромили її опорні пункти в столиці — Дубліні. Громадянська війна перекинулася на південь країни. Користуючись підтримкою британської армії, урядові війська 15 серпня вибили ІРА з Корка — центру республіканців на півдні. До цього часу помер президент країни, Ґріффіт (від інсульту 12 серпня), а 22 серпня в перестрілці загинув прем'єр-міністр тимчасового уряду Ірландії Майкл Колінз. 9 вересня новим президентом був обраний Вільям Косґрейв, який також підтримував англо-ірландський договір. 11 жовтня 1922 нижня палата парламенту прийняла нову конституцію Ірландської Вільної Держави, главою якої повинен був стати генерал-губернатор, який призначається королем Великої Британії.

## Закінчення війни

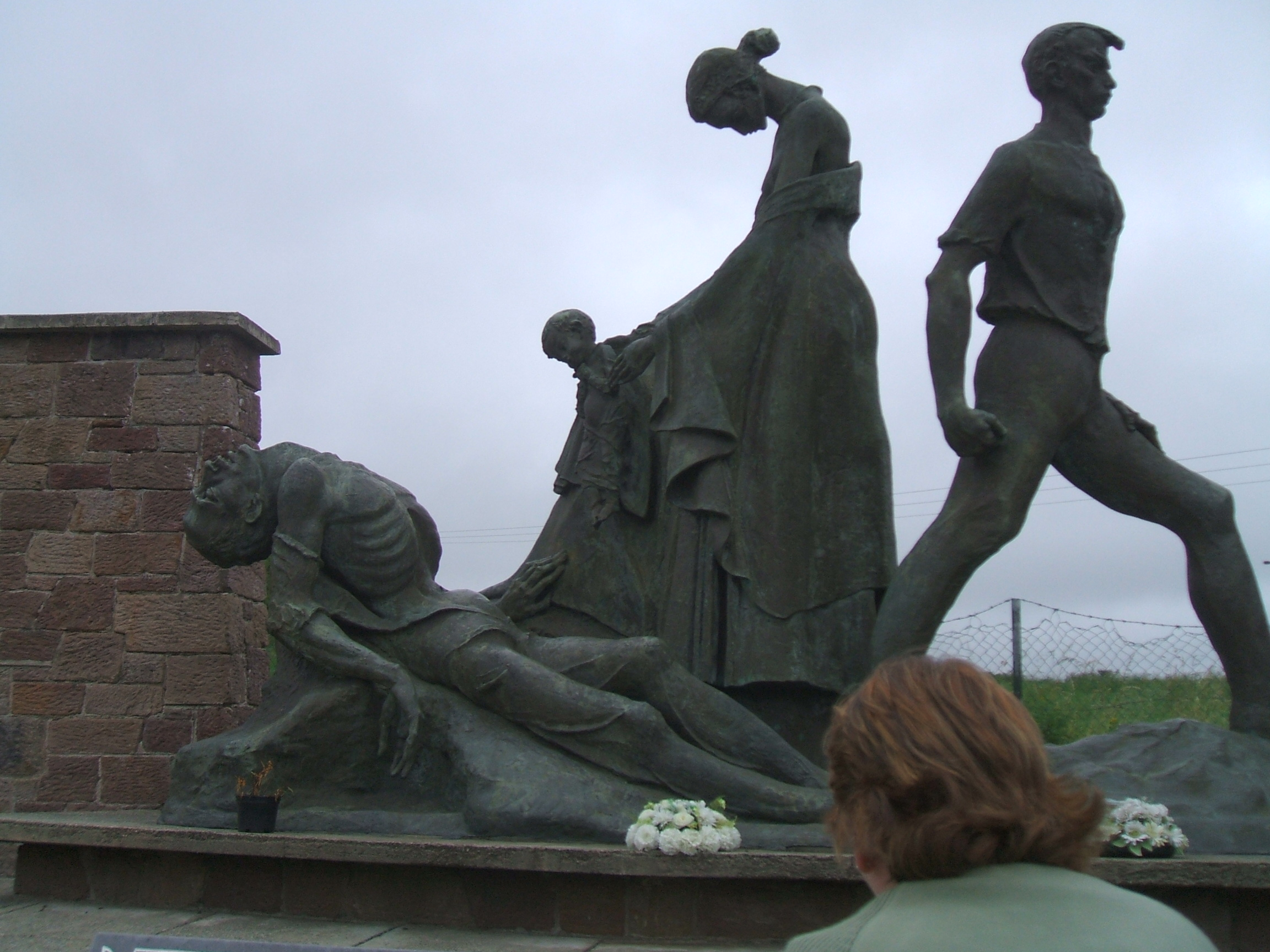
Меморіял республіканських солдатів, страчених Вільною Ірландською Державою у графстві Керрі

Відійшовши в серпні-вересні 1922 року до гірських районів країни, загони ІРА намагалися продовжити боротьбу, але не змогли залучити на свій бік населення. У підсумку, ІРА, що не мала чіткої політичної та соціально-економічної програми, зазнала поразки. 6 грудня 1922 парламенти Ірландії та Великої Британії ратифікували договір, підписаний роком раніше, а вже 17  грудня останні підрозділи британських військ полишили межі Ірландської Вільної Держави. Після зими, 27 квітня 1923, де Валера висунув уряду умови припинення громадянської війни в Ірландії. Адміністрація Косґрейва прийняла його вимоги, і 30 квітня 1923 де Валера віддав наказ про припинення збройної боротьби.